# 柴田勝征
柴田 勝征（しばた かつゆき、 1943年8月14日 - 2014年）は、福岡大学理学部応用数学科教授、埼玉大学名誉教授。理学博士（大阪大学・1974年）。

## 略歴
- 1967年：東京大学理学部数学科卒業
- 1969年：東京大学大学院理学系研究科数学博士課程前期修了
- 同年：大阪大学助手
- 1975年：埼玉大学講師
- 1976年：同助教授
- 1986年：同教授
- 1996年：福岡大学教授

## 備考
OECD生徒の学習到達度調査の結果の評価にたいへん批判的であり、これに関する長大な論文を複数執筆している。柴田によれば「ヨーロッパでは、多くの教育学者や統計学者から厳しいPISA批判が出されていますが、日本ではまったく報道管制が敷かれている状態」にある、とのことである。

## PISAに関する論文
- 「学力の国際比較に異議あり」（第１巻　フィンランド教育の批判的検討）
- 「学力の国際比較に異議あり」（第２巻　科学的思考とはどういうことか）
- 「学力の国際比較に異議あり」（第３巻　PISA基本文献の批判的紹介・PISAに対する国際的批判 」
- 「学力の国際比較に異議あり」（第４巻　街灯は三角形をした公園のどこに設置すべきか）[3]
- 「学力の国際比較に異議あり」（第５巻　PISA「リテラシー」概念の思想的源流」